# Seznam vrcholů v Malé Fatře

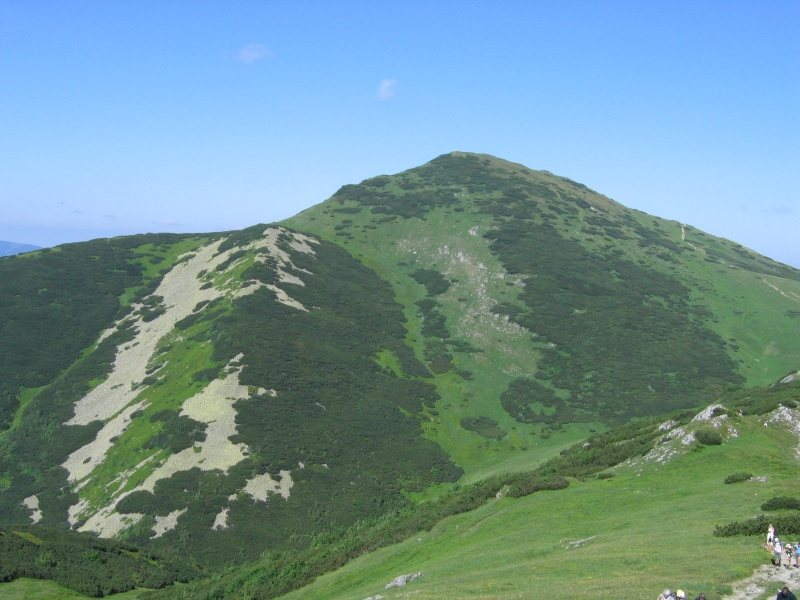
Veľký Kriváň (1709 m)

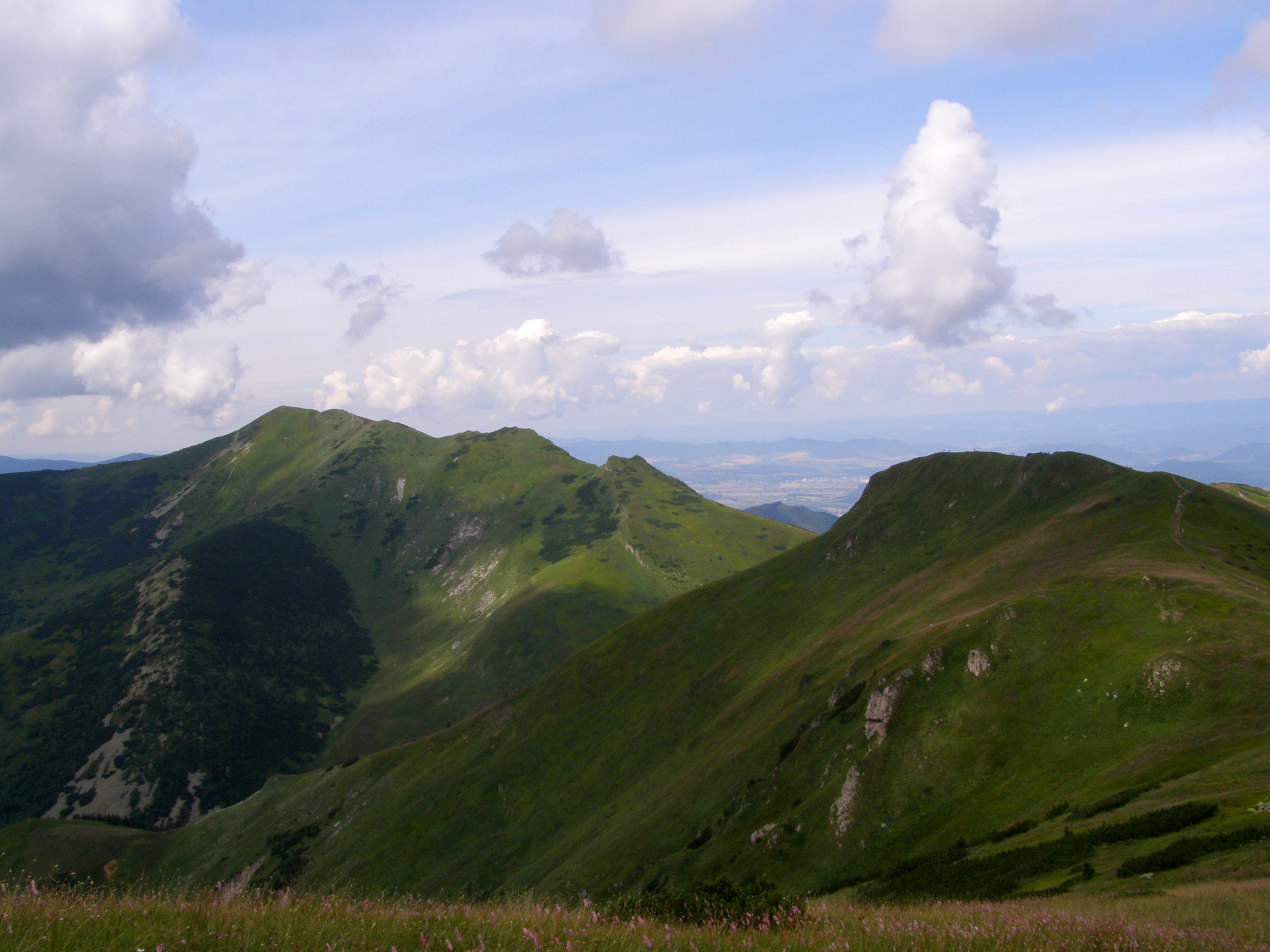
Malý Kriváň (1671 m)

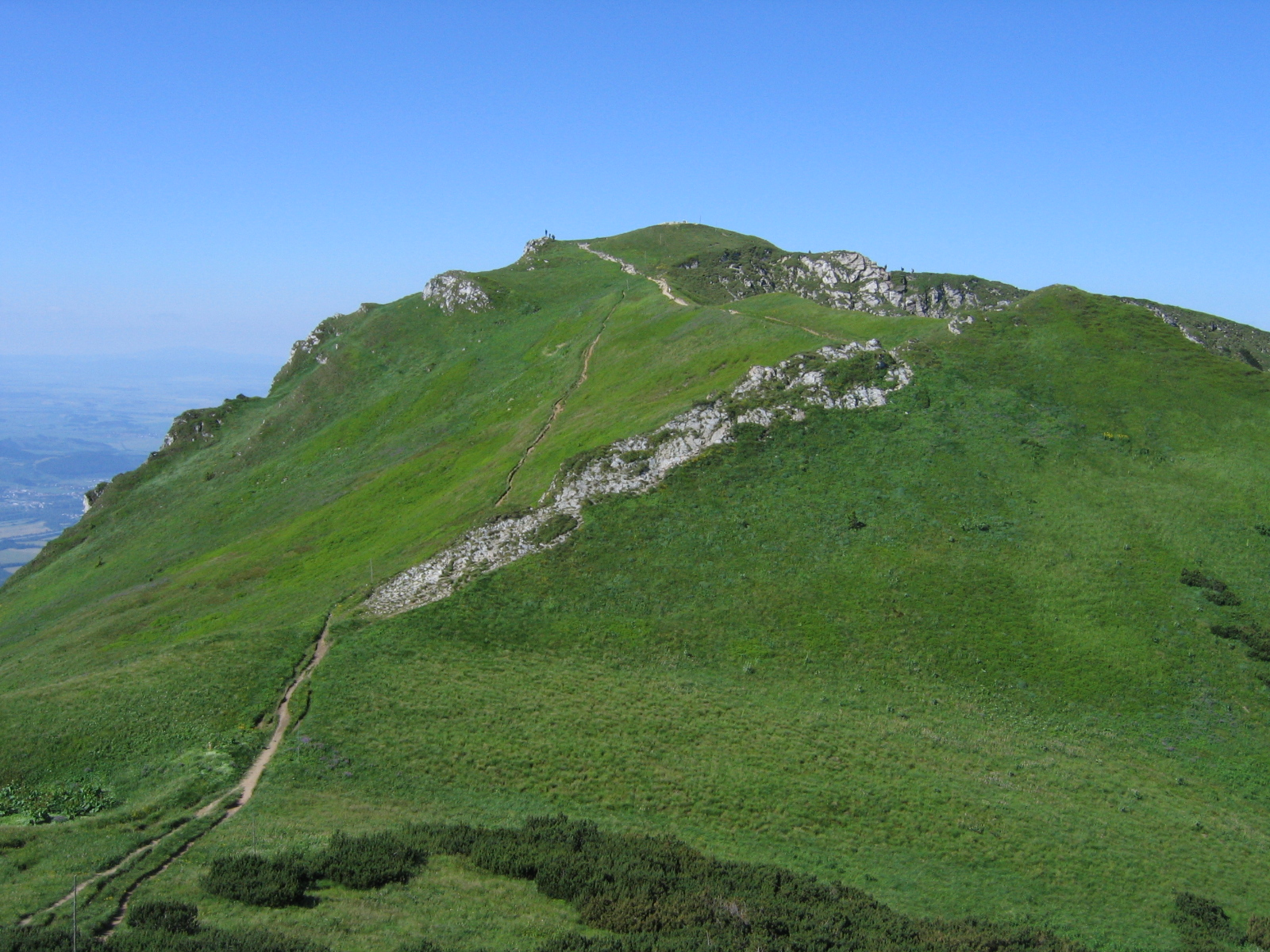
Chleb (1646 m)

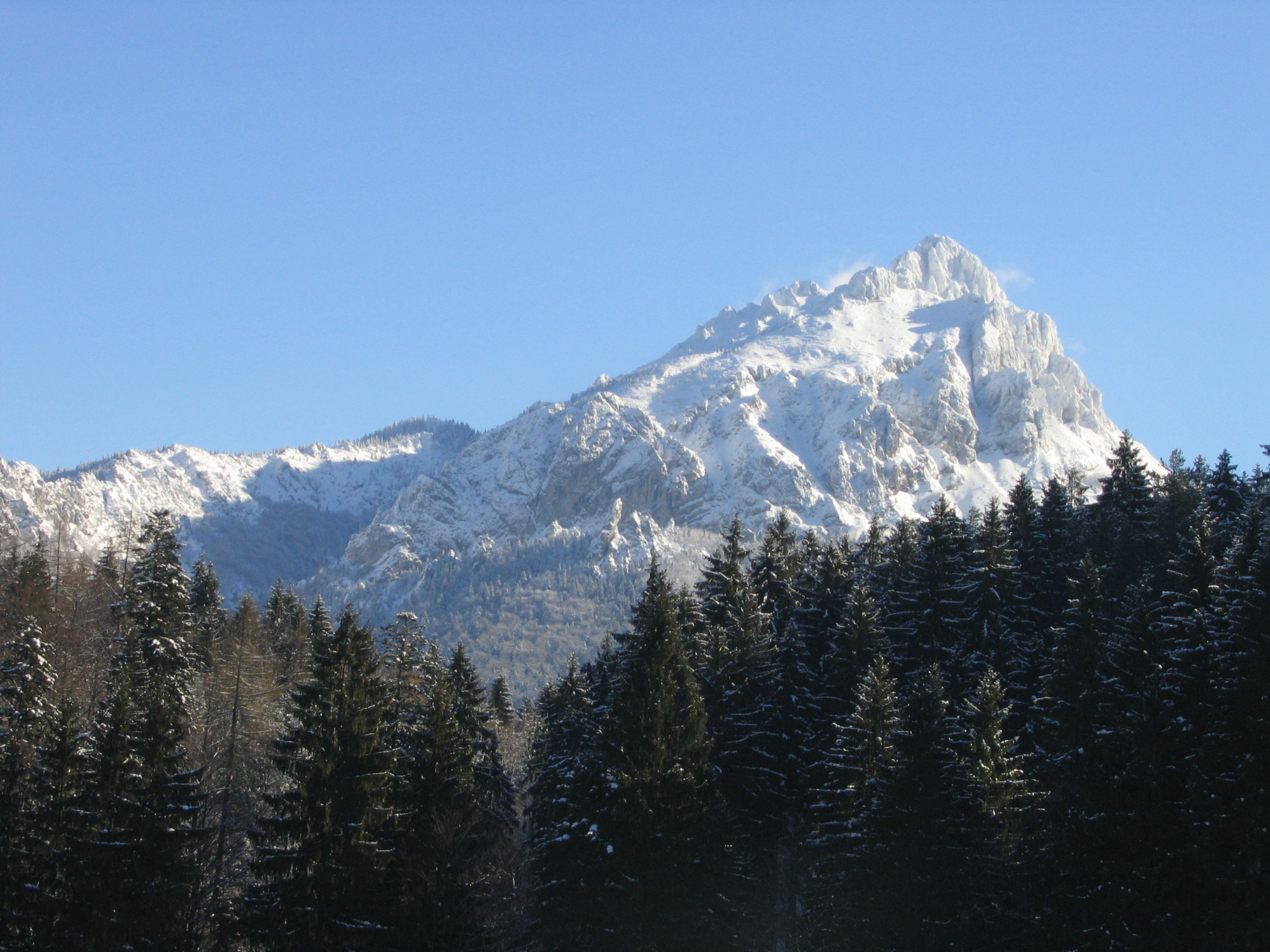
Veľký Rozsutec (1610 m)

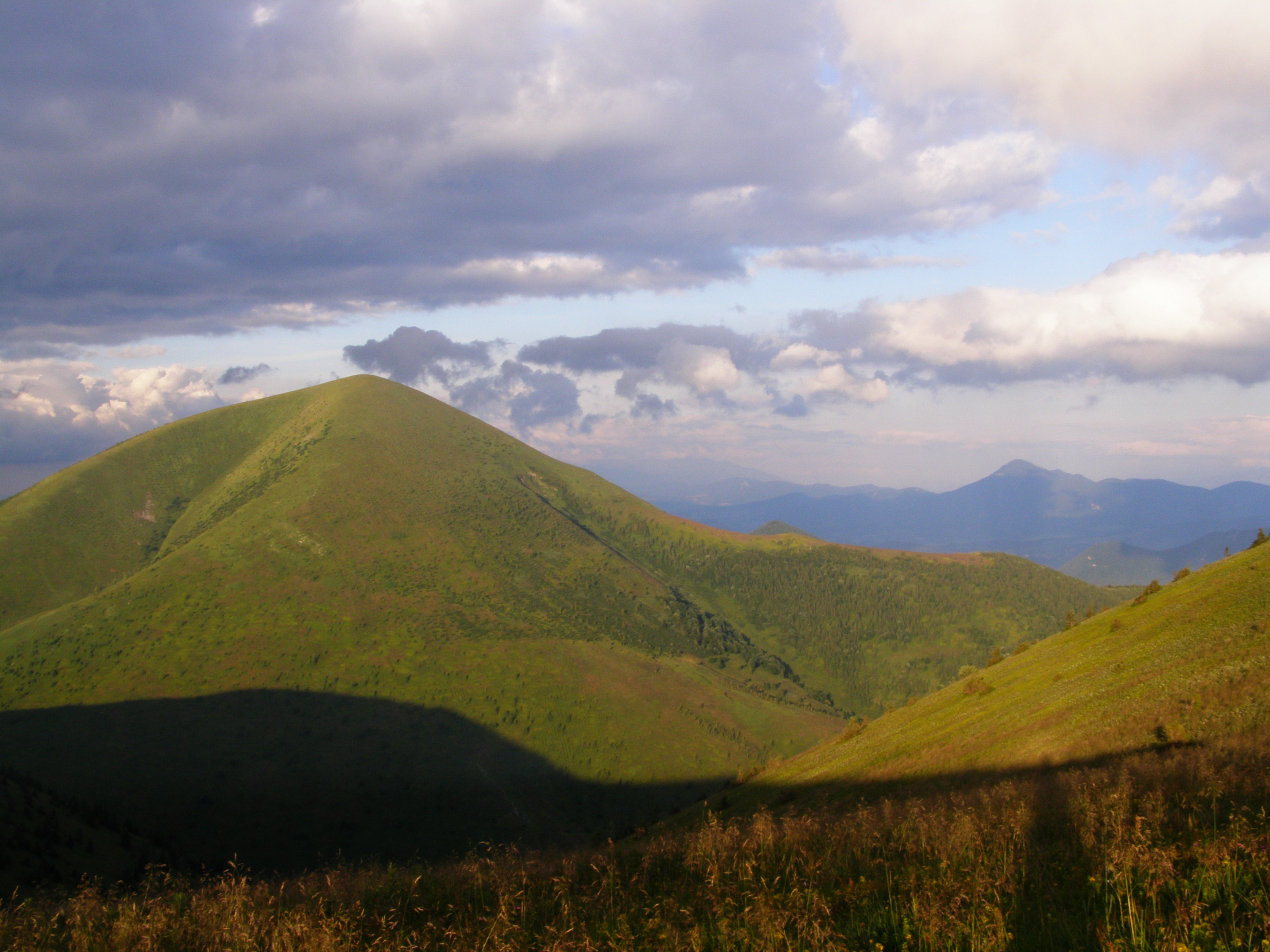
Stoh (1607 m)

Seznam vrcholů v Malé Fatře zahrnuje pojmenované malofatranské vrcholy s nadmořskou výškou nad 1300 m. Seznam vychází z článku Nejvyšší vrcholy Malé Fatry uveřejněném na webu Treking.cz. Několik dalších vrcholů splňujících dané kritérium bylo doplněno podle map dostupných na stránkách Hiking.sk.

## Seznam vrcholů
| #   | Vrchol            | Výška (m) | Souřadnice                       | Podcelek        | Přístup                                                                       |
| --- | ----------------- | --------- | -------------------------------- | --------------- | ----------------------------------------------------------------------------- |
| 1.  | Velký Kriváň      | 1709      | 49°11′15″ s. š., 19°01′51″ v. d. | Krivánská Fatra | červená turistická značka                                                     |
| 2.  | Malý Kriváň       | 1671      | 49°10′51″ s. š., 18°59′34″ v. d. | Krivánská Fatra | červená turistická značka · modrá turistická značka                           |
| 3.  | Chleb             | 1646      | 49°11′16″ s. š., 19°03′06″ v. d. | Krivánská Fatra | červená turistická značka                                                     |
| 4.  | Hromové           | 1636      | 49°11′27″ s. š., 19°03′36″ v. d. | Krivánská Fatra | červená turistická značka                                                     |
| 5.  | Velký Rozsutec    | 1610      | 49°13′53″ s. š., 19°05′55″ v. d. | Krivánská Fatra | červená turistická značka                                                     |
| 6.  | Pekelník          | 1609      | 49°11′26″ s. š., 19°01′06″ v. d. | Krivánská Fatra | červená turistická značka                                                     |
| 7.  | Stoh              | 1608      | 49°12′42″ s. š., 19°05′38″ v. d. | Krivánská Fatra | červená turistická značka · zelená turistická značka                          |
| 8.  | Steny             | 1572      | 49°11′29″ s. š., 19°03′38″ v. d. | Krivánská Fatra | červená turistická značka                                                     |
| 9.  | Meškalka          | 1536      | 49°10′34″ s. š., 18°59′11″ v. d. | Krivánská Fatra | neznačeno                                                                     |
| 10. | Koniarky          | 1535      | 49°11′38″ s. š., 19°00′31″ v. d. | Krivánská Fatra | zelená turistická značka                                                      |
| 11. | Stratenec         | 1513      | 49°10′49″ s. š., 18°58′04″ v. d. | Krivánská Fatra | červená turistická značka                                                     |
| 12. | Mojský grúň       | 1479      | 49°10′22″ s. š., 19°00′03″ v. d. | Krivánská Fatra | neznačeno                                                                     |
| 13. | Veľká lúka        | 1476      | 49°05′27″ s. š., 18°48′50″ v. d. | Lúčanská Fatra  | červená turistická značka · modrá turistická značka                           |
| 14. | Suchý             | 1468      | 49°10′16″ s. š., 18°57′23″ v. d. | Krivánská Fatra | červená turistická značka · zelená turistická značka                          |
| 15. | Hole              | 1466      | 49°11′50″ s. š., 19°00′15″ v. d. | Krivánská Fatra | zelená turistická značka                                                      |
| 16. | Vidlica           | 1466      | 49°05′05″ s. š., 18°48′56″ v. d. | Lúčanská Fatra  | červená turistická značka · žlutá turistická značka                           |
| 17. | Poludňový grúň    | 1460      | 49°12′40″ s. š., 19°03′47″ v. d. | Krivánská Fatra | červená turistická značka · žlutá turistická značka                           |
| 18. | Krížava           | 1457      | 49°05′50″ s. š., 18°49′09″ v. d. | Lúčanská Fatra  | červená turistická značka · žlutá turistická značka                           |
| 19. | Úplaz             | 1450      | 49°11′06″ s. š., 19°03′59″ v. d. | Krivánská Fatra | neznačeno                                                                     |
| 20. | Biele skaly       | 1448      | 49°10′37″ s. š., 18°57′55″ v. d. | Krivánská Fatra | červená turistická značka                                                     |
| 21. | Veterné           | 1442      | 49°04′47″ s. š., 18°48′23″ v. d. | Lúčanská Fatra  | červená turistická značka · žlutá turistická značka                           |
| 22. | Podkova           | 1437      | 49°04′45″ s. š., 18°49′21″ v. d. | Lúčanská Fatra  | žlutá turistická značka                                                       |
| 23. | Humience          | 1398      | 49°04′07″ s. š., 18°48′52″ v. d. | Lúčanská Fatra  | žlutá turistická značka                                                       |
| 24. | Zázrivá           | 1394      | 49°06′18″ s. š., 18°49′09″ v. d. | Lúčanská Fatra  | červená turistická značka                                                     |
| 25. | Kraviarske        | 1381      | 49°12′32″ s. š., 19°01′01″ v. d. | Krivánská Fatra | modrá turistická značka                                                       |
| 26. | Ostredok          | 1370      | 49°10′12″ s. š., 18°59′16″ v. d. | Krivánská Fatra | modrá turistická značka                                                       |
| 27. | Kľačianska Magura | 1367      | 49°09′20″ s. š., 18°56′59″ v. d. | Krivánská Fatra | neznačeno                                                                     |
| 28. | Minčol            | 1364      | 49°07′27″ s. š., 18°49′38″ v. d. | Lúčanská Fatra  | červená turistická značka · modrá turistická značka · žlutá turistická značka |
| 29. | Osnica            | 1363      | 49°13′12″ s. š., 19°07′27″ v. d. | Krivánská Fatra | modrá turistická značka                                                       |
| 30. | Kľak              | 1352      | 48°58′53″ s. š., 18°38′27″ v. d. | Lúčanská Fatra  | červená turistická značka · zelená turistická značka                          |
| 31. | Malý Rozsutec     | 1344      | 49°14′47″ s. š., 19°06′05″ v. d. | Krivánská Fatra | zelená turistická značka                                                      |
| 32. | Skalka            | 1308      | 49°06′07″ s. š., 18°48′00″ v. d. | Lúčanská Fatra  | zelená turistická značka                                                      |
| 33. | Žobrák            | 1308      | 49°11′31″ s. š., 19°05′47″ v. d. | Krivánská Fatra | zelená turistická značka                                                      |
| 34. | Dlhá lúka         | 1306      | 49°07′01″ s. š., 18°49′42″ v. d. | Lúčanská Fatra  | červená turistická značka                                                     |
| 35. | Úplaz             | 1301      | 49°07′58″ s. š., 18°50′39″ v. d. | Lúčanská Fatra  | červená turistická značka                                                     |

### Další vrcholy
- Havran (Malá Fatra)
- Malá Fatra (Kraľovany)